# Nazionale maschile di hockey su ghiaccio della Russia
La nazionale di hockey su ghiaccio maschile della Russia (Сборная России по хоккею с шайбой) è una delle rappresentative di hockey su ghiaccio più forti in campo internazionale. È erede diretta della Nazionale dell'Unione Sovietica, una delle nazionali più forti della storia dell'hockey, vincitrice di ben 7 ori olimpici (record a pari merito con il Canada) su 9 edizioni e di 19 mondiali su 30 disputati.
La nazionale Russa partecipa alle competizioni internazionali dall'aprile 1992, anno in cui ha rimpiazzato la rappresentativa della C.S.I., che vinse l'oro olimpico ai Giochi del 1992. La Russia ha vinto tre Campionati Mondiali in 17 anni di storia, ed è la squadra campione in carica, avendo vinto nel 2009 l'ultimo Campionato Mondiale svoltosi in Svizzera, e l'Euro Hockey Tour.
La squadra è gestita dalla federazione nazionale, in russo "Федерация хоккея России". Gli hockeisti russi iscritti alla federazione, e quindi convocabili per la nazionale, sono 77.702, pari allo 0,01% della popolazione.

## Risultati

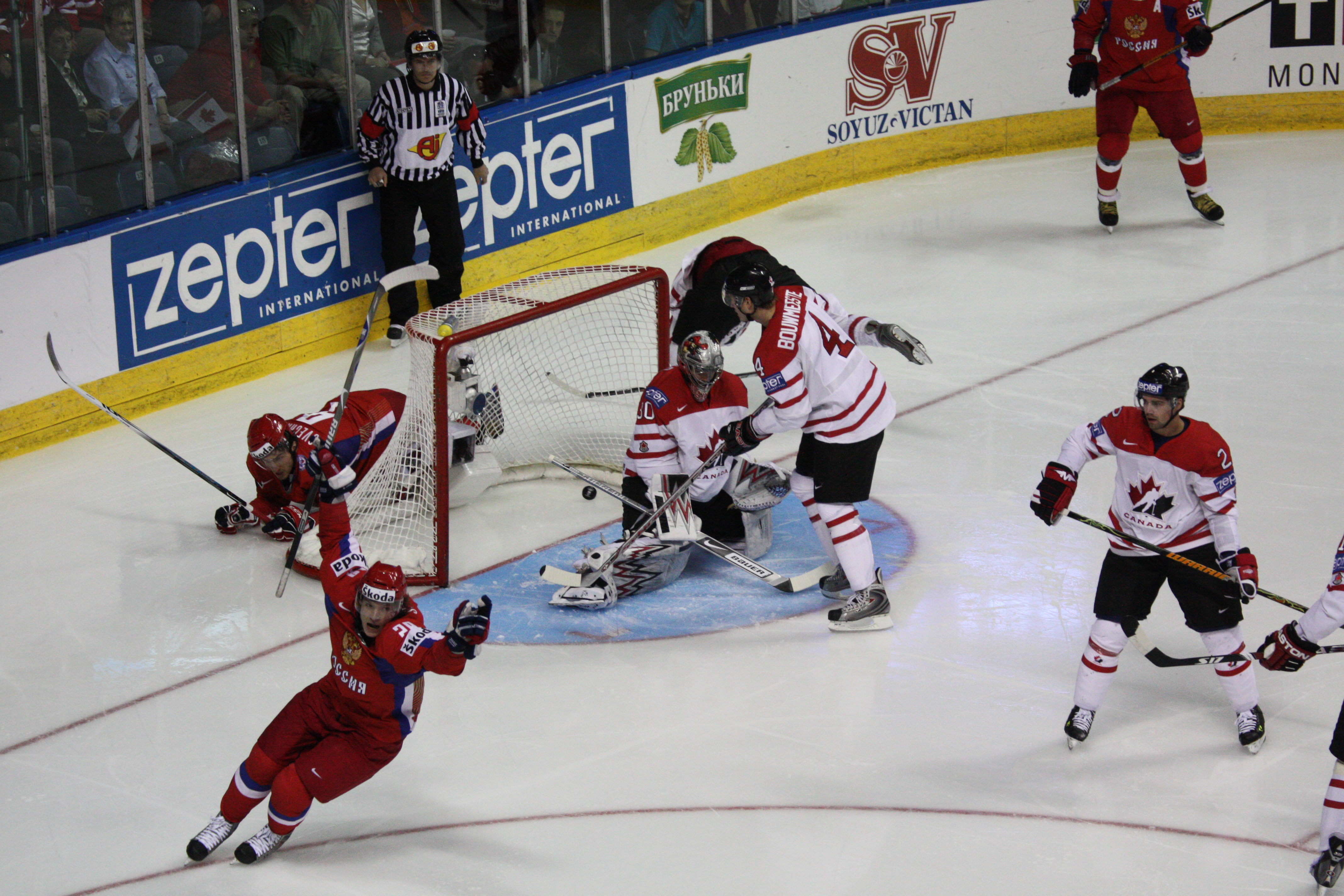
Alexander Semin segna il primo gol nella finale dei mondiali 2008

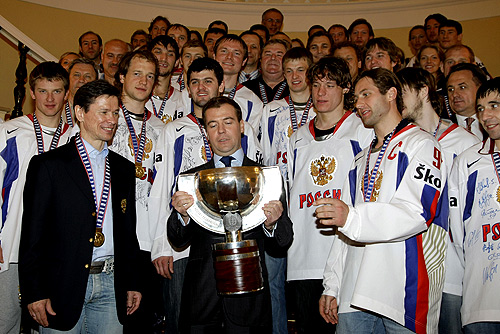
il presidente russo Dmitrij Medvedev con la nazionale di hockey

### Campionati del mondo
| Edizione | Sede                              | Piazzamento                                               |        |
| -------- | --------------------------------- | --------------------------------------------------------- | ------ |
| 1992     | Praga e Bratislava                | 5º posto                                                  | roster |
| 1993     | Monaco di Baviera e Dortmund      | 1º posto                                                  | roster |
| 1994     | Bolzano, Canazei e Milano         | 5º posto                                                  | roster |
| 1995     | Stoccolma e Gävle                 | 5º posto                                                  | roster |
| 1996     | Vienna                            | 4º posto                                                  | roster |
| 1997     | Helsinki, Tampere e Turku         | 4º posto                                                  | roster |
| 1998     | Zurigo e Basilea                  | 5º posto                                                  | roster |
| 1999     | Oslo, Hamar e Lillehammer         | 5º posto                                                  | roster |
| 2000     | San Pietroburgo                   | 11º posto                                                 | roster |
| 2001     | Colonia, Norimberga e Hannover    | 6º posto                                                  | roster |
| 2002     | Göteborg, Jönköping e Karlstad    | 2º posto                                                  | roster |
| 2003     | Helsinki, Tampere e Turku         | 6º posto                                                  | roster |
| 2004     | Praga e Ostrava                   | 10º posto                                                 | roster |
| 2005     | Vienna e Innsbruck                | 3º posto                                                  | roster |
| 2006     | Riga                              | 5º posto                                                  | roster |
| 2007     | Mosca e Mytišči                   | 3º posto                                                  | roster |
| 2008     | Québec e Halifax                  | 1º posto                                                  | roster |
| 2009     | Berna e Kloten                    | 1º posto                                                  | roster |
| 2010     | Colonia, Mannheim e Gelsenkirchen | 2º posto                                                  | roster |
| 2011     | Bratislava e Košice               | 4º posto                                                  | roster |
| 2012     | Helsinki e Stoccolma              | 1º posto                                                  | roster |
| 2013     | Stoccolma e Helsinki              | 6º posto                                                  | roster |
| 2014     | Minsk                             | 1º posto                                                  | roster |
| 2015     | Praga e Ostrava                   | 2º posto                                                  | roster |
| 2016     | Mosca e San Pietroburgo           | 3º posto                                                  | roster |
| 2017     | Colonia e Parigi                  | 3º posto                                                  | roster |
| 2018     | Copenaghen e Herning              | 6º posto                                                  | roster |
| 2019     | Bratislava e Košice               | 3º posto                                                  | roster |
| 2020     |                                   | Competizioni annullate a causa della pandemia di COVID-19 |        |
| 2021     | Riga                              | º posto                                                   | roster |

### Olimpiadi
Ai piazzamenti riportati nella tabella va aggiunto l'oro conseguiti dalla Squadra unificata a Albertville 1992, sebbene tale squadra fosse l'erede dell'Unione sovietica, più che un'entità russa vera e propria. L'oro a PyeongChang 2018 è stato ottenuto come Atleti Olimpici dalla Russia.
| Edizione | Sede           | Piazzamento |        |
| -------- | -------------- | ----------- | ------ |
| 1994     | Lillehammer    | 4º posto    | roster |
| 1998     | Nagano         | 2º posto    | roster |
| 2002     | Salt Lake City | 3º posto    | roster |
| 2006     | Torino         | 4º posto    | roster |
| 2010     | Vancouver      | 6º posto    | roster |
| 2014     | Soči           | 5º posto    | roster |
| 2018     | Pyeongchang    | 1º posto    | roster |

### Canada Cup e World Cup of Hockey
| Anno | Competizione        | Sede                                                                                               | Piazzamento   |        |
| ---- | ------------------- | -------------------------------------------------------------------------------------------------- | ------------- | ------ |
| 1976 | Canada Cup          | Ottawa, Toronto, Montréal Filadelfia                                                               | non disputato |        |
| 1981 | Canada Cup          | Edmonton, Winnipeg, Montréal e Ottawa                                                              | n/d           |        |
| 1984 | Canada Cup          | Halifax, Montréal, London, Edmonton, Vancouver, Calgary Buffalo                                    | n/d           |        |
| 1987 | Canada Cup          | Calgary, Hamilton, Regina, Sydney, Montréal Hartford                                               | n/d           |        |
| 1991 | Canada Cup          | Toronto, Hamilton, Saskatoon, Montréal, Québec Pittsburgh, Detroit e Chicago                       | n/d           |        |
| 1996 | World Cup of Hockey | Vancouver, Ottawa e Montréal New York e Filadelfia Stoccolma Helsinki Garmisch-Partenkirchen Praga | 4º posto      | roster |
| 2004 | World Cup of Hockey | Toronto e Montréal Saint Paul Stoccolma Helsinki Colonia Praga                                     | 6º posto      | roster |
| 2016 | World Cup of Hockey | Toronto                                                                                            | 4º posto      | roster |